# Leucopogon rubricaulis
Leucopogon rubricaulis är en ljungväxtart som beskrevs av Robert Brown. Leucopogon rubricaulis ingår i släktet Leucopogon och familjen ljungväxter. Inga underarter finns listade i Catalogue of Life.